# Drayton St. Leonard
Drayton St. Leonard is een civil parish in het bestuurlijke gebied South Oxfordshire, in het Engelse graafschap Oxfordshire met 267 inwoners.